# Greenback
Greenback és una ciutat del Comtat de Loudon a l'estat de Tennessee dels Estats Units d'Amèrica.

## Demografia
Segons el cens dels Estats Units del 2000 Greenback tenia 954 habitants, 380 habitatges, i 289 famílies. La densitat de població era de 52 habitants/km².
Dels 380 habitatges en un 30,3% hi vivien nens de menys de 18 anys, en un 62,1% hi vivien parelles casades, en un 10,8% dones solteres, i en un 23,9% no eren unitats familiars. En el 22,6% dels habitatges hi vivien persones soles l'11,1% de les quals corresponia a persones de 65 anys o més que vivien soles. El nombre mitjà de persones vivint en cada habitatge era de 2,51 i el nombre mitjà de persones que vivien en cada família era de 2,92.
Per edats la població es repartia de la següent manera: un 23,8% tenia menys de 18 anys, un 8,9% entre 18 i 24, un 27,4% entre 25 i 44, un 25,8% de 45 a 60 i un 14,2% 65 anys o més.
L'edat mediana era de 38 anys. Per cada 100 dones de 18 o més anys hi havia 88,3 homes.
La renda mediana per habitatge era de 31.042 $ i la renda mediana per família de 40.000 $. Els homes tenien una renda mediana de 27.222 $ mentre que les dones 23.393 $. La renda per capita de la població era de 13.914 $. Entorn de l'11,1% de les famílies i el 8,9% de la població estaven per davall del llindar de pobresa.

## Poblacions properes
El següent diagrama mostra les poblacions més properes.